# 49 Days
49 Days (hangul: 49일; RR: 49 il) är en sydkoreansk TV-serie som sändes på SBS från 16 mars till 19 maj 2011. Lee Yo-won, Nam Gyu-ri, Jo Hyun-jae, Jung Il-woo, Bae Soo-bin och Seo Ji-hye spelar i huvudrollerna.

## Rollista (i urval)
- Lee Yo-won - Song Yi-kyung/Shin Ji-min/Shin Ji-hyun
- Nam Gyu-ri - Shin Ji-hyun
- Jo Hyun-jae - Han Kang
- Bae Soo-bin - Kang Min-ho
- Jung Il-woo - Scheduler/Song Yi-soo
- Seo Ji-hye - Shin In-jung